# Église Sainte-Croix de Marson
L'église Sainte-Croix est une église située à Rou-Marson, en France.

## Localisation
L'église est située dans le département français de Maine-et-Loire, sur la commune de Rou-Marson.

## Historique
L'édifice est inscrit au titre des monuments historiques en 1968.